# Przewód ślinianki podżuchwowej
Przewód ślinianki podżuchwowej, przewód podżuchwowy, przewód Whartona (łac. ductus submandibularis, ductus Whartoni) – w anatomii człowieka przewód o długości 5–6 cm, odprowadzający wydzielinę ze ślinianki podżuchwowej do jamy ustnej. Uchodzi przeważnie razem z przewodem większym ślinianki podjęzykowej na brodawce błony śluzowej (mięsku podjęzykowym).
Nazwa eponimiczna upamiętnia angielskiego anatoma Thomasa Whartona.